# Стайнуэй-стрит (линия Куинс-бульвара, Ай-эн-ди)
|   |   |   |   |
| · | · | · | · |

|   |   |   |   |
| · | · | · | · |

«Стайнуэй-стрит» (англ. Steinway Street) — станция Нью-Йоркского метрополитена, расположенная на линии Куинс-бульвара, Ай-эн-ди. Станция находится в Куинсе, в округе Астория, на пересечении Стэйнвэй стрит и Бродвея. На станции останавливаются маршруты: E (ночью), M (в будни днём и вечером) и R (круглосуточно, кроме ночи). Экспресс-пути, обходящие станцию стороной по спрямлённой трассе, используются маршрутами: E (круглосуточно, кроме ночи), F (круглосуточно) и <F> (в часы пик в пиковом направлении).
Станция представлена двумя путями и двумя боковыми платформами. Эта станция — локальная, т. к. обслуживается только локальными поездами линии. К югу от станции экспресс-пути соединяются с локальными — дальше линия вновь четырёхпутная. Сама станция окрашена в фиолетовые тона. Название представлено как в виде мозаики на стенах, так и в виде чёрных табличек на колоннах.
Станция имеет два выхода, расположенные с концов каждой платформы. Оба выхода представлены мезонином с турникетным павильоном. С помощью каждого из них можно перейти с одной платформы на другую. Круглосуточно работает только один выход, ведущий к перекрестку Стэйнвэй стрит и Бродвея. Второй выход представлен как обычными, так и полноростовыми турникетами: последние осуществляют доступ всё время. Этот выход приводит к перекрестку Стэйнвэй стрит и 34-й авеню.